# کیم چئونگ-سیم
کیم چئونگ-سیم (انگلیسی: Kim Cheong-sim؛ زادهٔ ۸ فوریهٔ ۱۹۷۶) بازیکن هندبال اهل کره جنوبی است.